# Богачёв, Владимир Игоревич
Влади́мир И́горевич Богачёв (род. 14 февраля 1961 года) — советский и российский математик. Профессор механико-математического факультета МГУ имени М. В. Ломоносова, доктор физико-математических наук. Один из крупнейших специалистов мира в области теории меры, теории вероятностей, бесконечномерного анализа и уравнений с частными производными. Лауреат премии и медали Президиума АН СССР (1990), премии Японского общества развития науки (2000), премии имени А. Н. Колмогорова (2018). Автор более 200 научных публикаций и 12 монографий. Член-корреспондент РАН с 2022 года.

## Биография
В 1983 году с отличием окончил механико-математический факультет МГУ им. М. В. Ломоносова. Кандидат физико-математических наук (1986). Доктор физико-математических наук (1991). С 1996 года профессор мехмата МГУ, с 2012 года работает по совместительству профессором матфака НИУ ВШЭ. В 2013—2017 годах состоял в Совете по науке при Министерстве образования и науки РФ.

## Признание
- Премия и медаль Президиума АН СССР (1990)
- Премия Японского общества развития науки (2000)
- Приглашённый докладчик крупной международной конференции «First Sino-German Meeting on Stochastic Analysis» (сателлитной конференции Международного конгресса математиков в Пекине в 2002 году)[7]
- The Doob Lecture of the Bernoulli Society (2017)[8]
- Премия имени А. Н. Колмогорова (2018) (совместно с А. И. Кирилловым и С. В. Шапошниковым)[2]

Выступал с лекциями и докладами более чем в ста университетах и математических институтах по всему миру. Был приглашённым докладчиком большого количества престижных международных конференций в разных странах мира.

## Научный вклад
В 1984 году В. И. Богачёвым решены три долго стоявшие проблемы Ароншайна из теории меры. В той же работе дан ответ на давний вопрос И. М. Гельфанда, поставленный в 1959 году. В 1992 году была решена проблема Питчера о дифференцируемости распределений диффузионных процессов, остававшаяся открытой более 25 лет. В. И. Богачёвым были также получены фундаментальные результаты в теории уравнений Фоккера — Планка — Колмогорова и теории гауссовских мер.
В теории гауссовских мер Владимиром Богачёвым получен положительный ответ (в 1992 году) на вопрос К. Ито и П. Маллявэна: показано, что ёмкости, порождённые соболевскими классами по радоновской гауссовской мере, сосредоточены на счётных объединениях компактов.
Ещё одним достижением В. И. Богачёва является доказательство (в 1995 году, совместно с М. Рёкнером) известной гипотезы Шигекавы об абсолютной непрерывности стационарных распределений. В 1999 году совместно с С. Альбеверио и М. Рёкнером решена проблема С. Варадана о единственности стационарных распределений диффузионных процессов, остававшаяся открытой около 20 лет.
В теории уравнений Фоккера — Планка — Колмогорова были достигнуты продвижения в решении поставленных (в 1931 году) А. Н. Колмогоровым проблем о существовании и единственности решений. В серии работ В. И. Богачёва с соавторами были найдены широкие достаточные условия существования решений, эффективно проверяемые условия единственности, а также построены первые примеры неединственности для невырожденных уравнений с гладкими коэффициентами. Более того, в 2020 году В. И. Богачёвым с соавторами был получен ответ на вопрос А. Н. Колмогорова о единственности решения задачи Коши: показано, что задача Коши с единичным коэффициентом диффузии и локально ограниченным сносом имеет единственное вероятностное решение на {\displaystyle \mathbb {R} ^{1}}, а в {\displaystyle \mathbb {R} ^{d}} при {\displaystyle d>1} это неверно даже для гладкого сноса.
Среди прочих достижений В. Богачёва следует отметить решение проблемы о нахождении точных условий равенства значений в задачах Монжа и Канторовича по оптимальной транспортировке мер.
Богачёв В. И. состоит в редколлегиях журналов «Функциональный анализ и его приложения», «Infinite Dimensional Analysis, Quantum Probability and Related Topics», «Analysis Mathematica» и «European Journal of Mathematics».
В. И. Богачёв является одним из самых цитируемых российских математиков. Суммарный индекс цитируемости по версии MathSciNet составляет 2960, индекс Хирша h=23 (на сентябрь 2021 года).

## Личная жизнь
Женат. Исповедует православие.

## Основные публикации

### Статьи
- Bogachev V.I., Röckner M. Regularity of invariant measures on finite and infinite dimensional spaces and applications. J. Funct. Anal., V. 133, N 1, P. 168—223 (1995)
- Albeverio S., Bogachev V.I., Röckner M. On uniqueness of invariant measures for finite and infinite dimensional diffusions. Comm. Pure Appl. Math., V. 52, P. 325—362 (1999)
- Bogachev V.I., Krasovitskii T.I., Shaposhnikov S.V. On uniqueness of probability solutions of the Fokker-Planck-Kolmogorov equation, Sb. Math., V. 212, N 6, P. 745—781 (2021)

### Книги
- Богачёв В. И. Гауссовские меры. Наука, М., 1997.
- Bogachev V.I. Gaussian measures. American Mathematical Society, Providence, Rhode Island, 1998.
- Богачёв В. И. Основы теории меры, тт. 1, 2. НИЦ «Регулярная и хаотическая динамика», Москва — Ижевск, 2003.
- Богачёв В. И. Основы теории меры, тт. 1, 2. 2-е изд. НИЦ «Регулярная и хаотическая динамика», Москва — Ижевск, 2006.
- Bogachev V.I. Measure theory. V. 1, 2. Springer-Verlag, Berlin — New York, 2007.
- Богачёв В. И. Дифференцируемые меры и исчисление Маллявэна. НИЦ «Регулярная и хаотическая динамика», Москва — Ижевск, 2008.
- Богачёв В. И., Смолянов О. Г. Действительный и функциональный анализ: университетский курс. НИЦ «Регулярная и хаотическая динамика», Москва — Ижевск, 2009.
- Bogachev V.I. Differentiable measures and the Malliavin calculus. American Mathematical Society, Providence, Rhode Island, 2010.
- Богачёв В. И., Смолянов О. Г. Действительный и функциональный анализ: университетский курс. 2-е изд., испр. и доп. НИЦ «Регулярная и хаотическая динамика», Москва — Ижевск, 2011.
- Богачёв В. И. Функциональный анализ: учебное пособие. М., ПСТГУ, 2011.
- Богачёв В. И., Смолянов О. Г., Соболев В. И. Топологические векторные пространства и их приложения. НИЦ «Регулярная и хаотическая динамика», Москва — Ижевск, 2012.
- Богачёв В. И., Крылов Н. В., Рёкнер М., Шапошников С. В. Уравнения Фоккера — Планка — Колмогорова. Москва — Ижевск, Институт компьютерных технологий, 2013.
- Bogachev V.I., Krylov N.V., Röckner M., Shaposhnikov S.V. Fokker — Planck — Kolmogorov equations. Amer. Math. Soc., Rhode Island, 2015.
- Bogachev V.I. Weak convergence of measures, Amer. Math. Soc., Rhode Island, 2018.
- Богачёв В. И., Колесников А. В., Шапошников С. В. Задачи Монжа и Канторовича оптимальной транспортировки 2023